# Nhạc sàn Italia
Nhạc sàn Italia hay nhạc dance Italia, hay còn gọi là nhạc disco Italia kiểu mới (nu Italo disco), Italo kiểu mới (nu-Italo) hay đơn giản gọi là Italo, là một nhánh của dòng nhạc sàn. Thể loại nhạc sàn Italia từng cực kỳ phổ biến ở châu Âu từ cuối những năm 1990 cho đến đầu những năm 2000.

## Các nghệ sĩ tiêu biểu
- Gigi D'Agostino
- Alexia
- Picotto
- Paps'n'Skar
- Bliss Team
- ItaloBrothers
- Danijay
- DJ Satomi
- Eiffel 65
- Kim Lukas
- Mabel
- Gabry Ponte
- Prezioso
- Zorotl (Eiffel 65)

## Tiểu thể loại

### Lento Violento
Có ý nghĩa là "chầm chậm và mãnh liệt" trong tiếng Ý, Lento Violento chính là một tiểu thể loại của dòng nhạc sàn Italia do Gigi D'Agostino phát triển thành một dạng âm nhạc chậm hơn và mạnh hơn nhiều.

## Ảnh hưởng tại Việt Nam
Dưới đây là danh sách một số bài nhạc sàn Italia (hay còn gọi là Italo) được yêu thích và phổ biến rộng rãi ở Việt Nam vào những năm 1990 - 2000:
| STT | Tên bài nhạc     | Nghệ sĩ thể hiện | Album       | Hãng thu âm      | Năm phát hành | Quốc gia |
| --- | ---------------- | ---------------- | ----------- | ---------------- | ------------- | -------- |
| 1   | Everybody Get Up | Tempo ft. Manola |             | X-Energy         | 2000          | Italia   |
| 2   | I'm folle de toi | In-Grid          | Rendez-vous | EMI, ZYX Music   | 2003          | Italia   |
| 3   | La Bomba         | Eddy Wata        | Đĩa đơn     | Melodica Records | 2005          | Italia   |
| 4   | Amore Mio        | KARMA            |             |                  |               | Croatia  |